# Jonás Gutiérrez
Jonás Manuel Gutiérrez (* 5. červenec 1983, Sáenz Peña), je argentinský fotbalový záložník a bývalý reprezentant, který v současné době hraje za klub Deportivo La Coruña.

## Klubová kariéra
Během angažmá v Mallorce využil 1. července 2008 tzv. Websterova pravidla, aby mohl odejít do Newcastlu United. V létě 2013 mu byla diagnostikována rakovina varlat, kvůli níž přišel o jedno varle. V březnu 2016 zažaloval Newcastle United o 2 miliony britských liber za údajnou diskriminaci. Poukazoval na to, že jej trenéři po překonání rakoviny přestali nasazovat do zápasů, aby jich nenasbíral dostatečný počet k opci na automatické prodloužení smlouvy.

## Reprezentační kariéra
V únoru 2007 byl poprvé povolán do seniorské reprezentace Argentiny. Zúčastnil se MS 2010 v Jihoafrické republice pod vedením trenéra Diego Maradony.

## Úspěchy

### Klubové
Vélez Sársfield
- 1× vítěz argentinské ligy (2004/05)

Newcastle United
- 1× vítěz Football League Championship (2009/10)

### Reprezentační
- 1× zlato z MS do 20 let (2003)